# Penstemon triflorus
Penstemon triflorus là một loài thực vật có hoa trong họ Mã đề. Loài này được A. Heller mô tả khoa học đầu tiên năm 1895.

## Hình ảnh

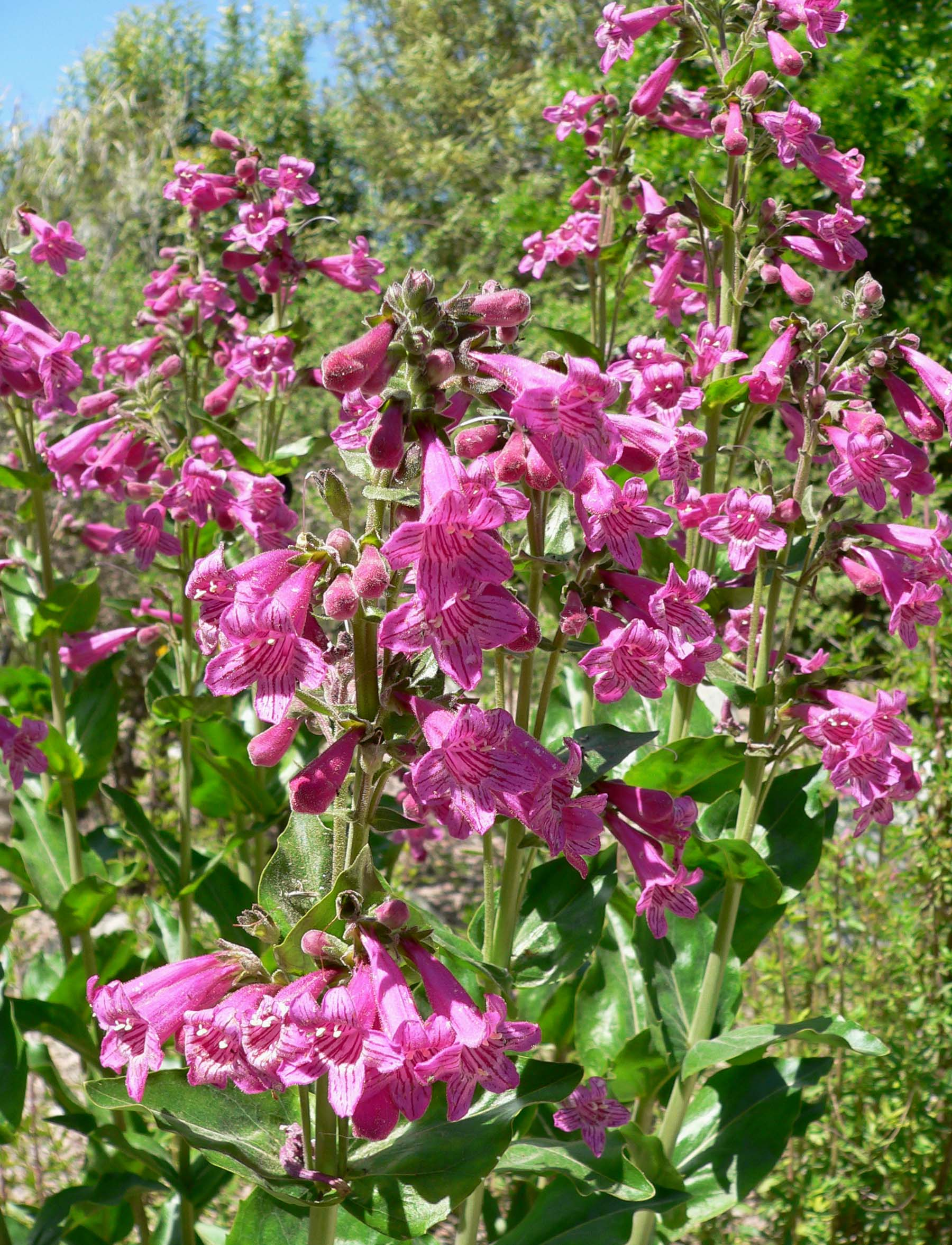
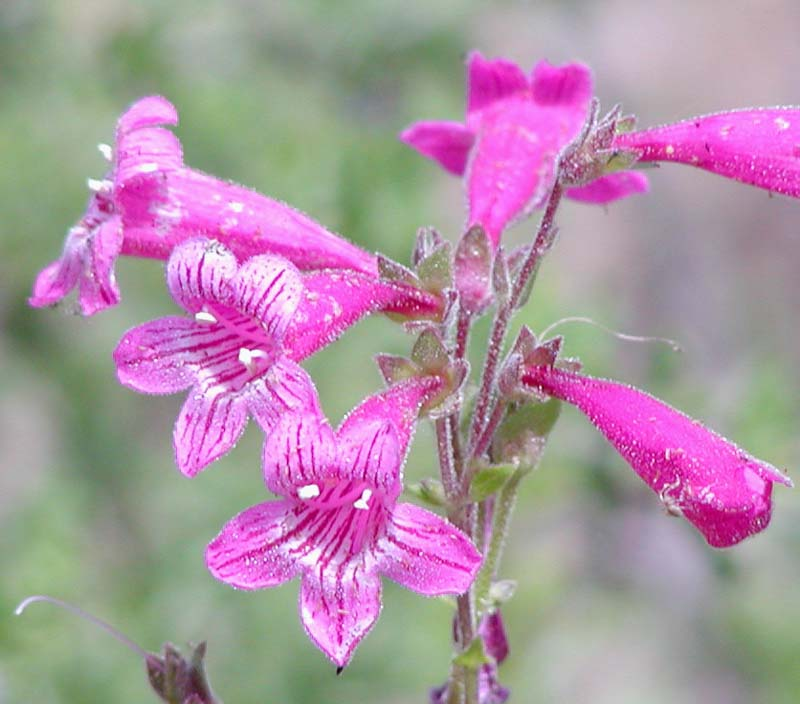
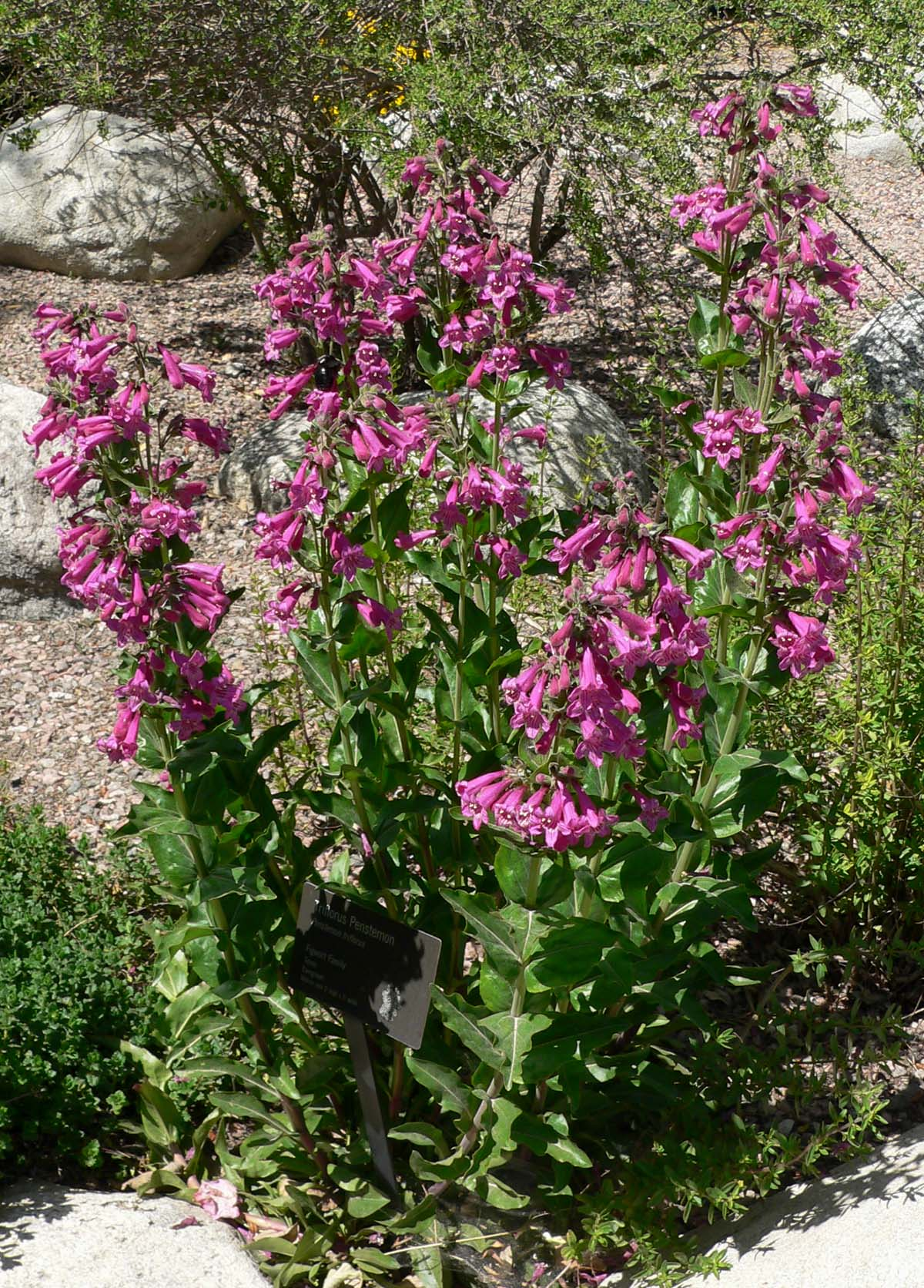